# Francis Johnson (Politiker)
Francis Johnson (* 19. Juni 1776 im Caroline County, Colony of Virginia; † 16. Mai 1842 in Louisville, Kentucky) war ein US-amerikanischer Politiker. Zwischen 1820 und 1827 vertrat er den Bundesstaat Kentucky im US-Repräsentantenhaus.

## Werdegang
Francis Johnson erhielt eine gute Grundschulausbildung. Nach einem anschließenden Jurastudium und seiner Zulassung als Rechtsanwalt begann er in diesem Beruf zu arbeiten. Im Jahr 1796 zog er in das Woodford County in Kentucky. 1807 ließ er sich in Bowling Green nieder. Politisch wurde er Mitglied der Demokratisch-Republikanischen Partei. In den Jahren 1812, 1813 und 1815 saß er als Abgeordneter im Repräsentantenhaus von Kentucky.
Nach dem Tod des Abgeordneten David Walker wurde Johnson im sechsten Wahlbezirk von Kentucky als dessen Nachfolger in das US-Repräsentantenhaus in Washington, D.C. gewählt, wo er am 13. November 1820 sein neues Mandat antrat. Diesen Distrikt konnte er bis zum 3. März 1823 im Kongress vertreten. Anschließend vertrat er als Nachfolger von Benjamin Hardin bis zum 3. März 1827 den zehnten Wahlbezirk seines Staates. In den 1820er Jahren schloss er sich der Bewegung um Präsident John Quincy Adams an. Zwischen 1821 und 1825 war Johnson Vorsitzender des Postausschusses.
Nach dem Ende seiner Zeit im US-Repräsentantenhaus zog Francis Johnson nach Louisville in Kentucky. Dort praktizierte er wieder als Anwalt. Zeitweise war er auch Staatsanwalt im fünften Gerichtsbezirk von Kentucky. Außerdem kandidierte er erfolglos für das Amt des Gouverneurs seines Staates. Er starb am 16. Mai 1842 in Louisville.